# 총검

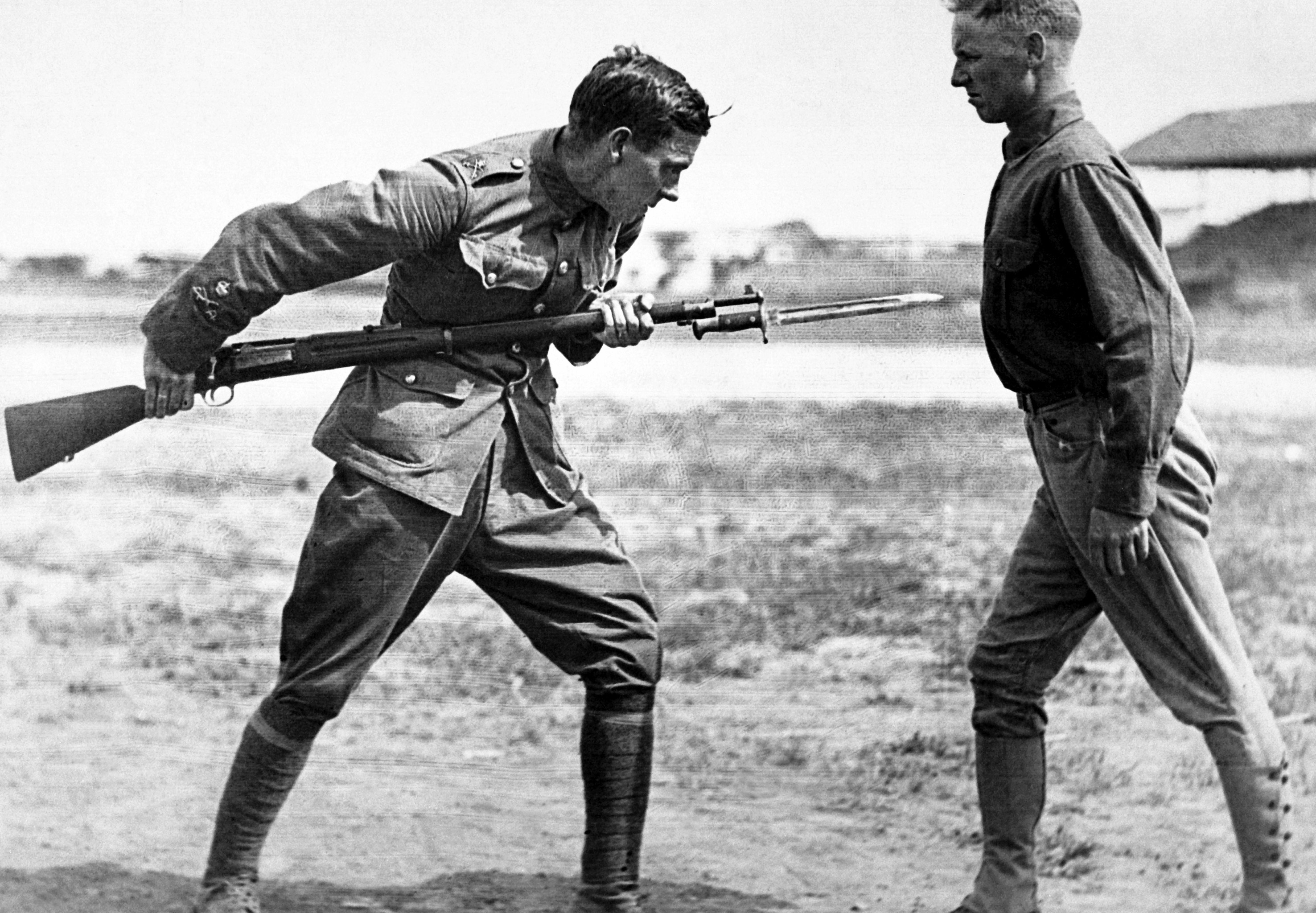
제1차 세계 대전 당시 총검술 훈련 모습, 미국 텍사스주

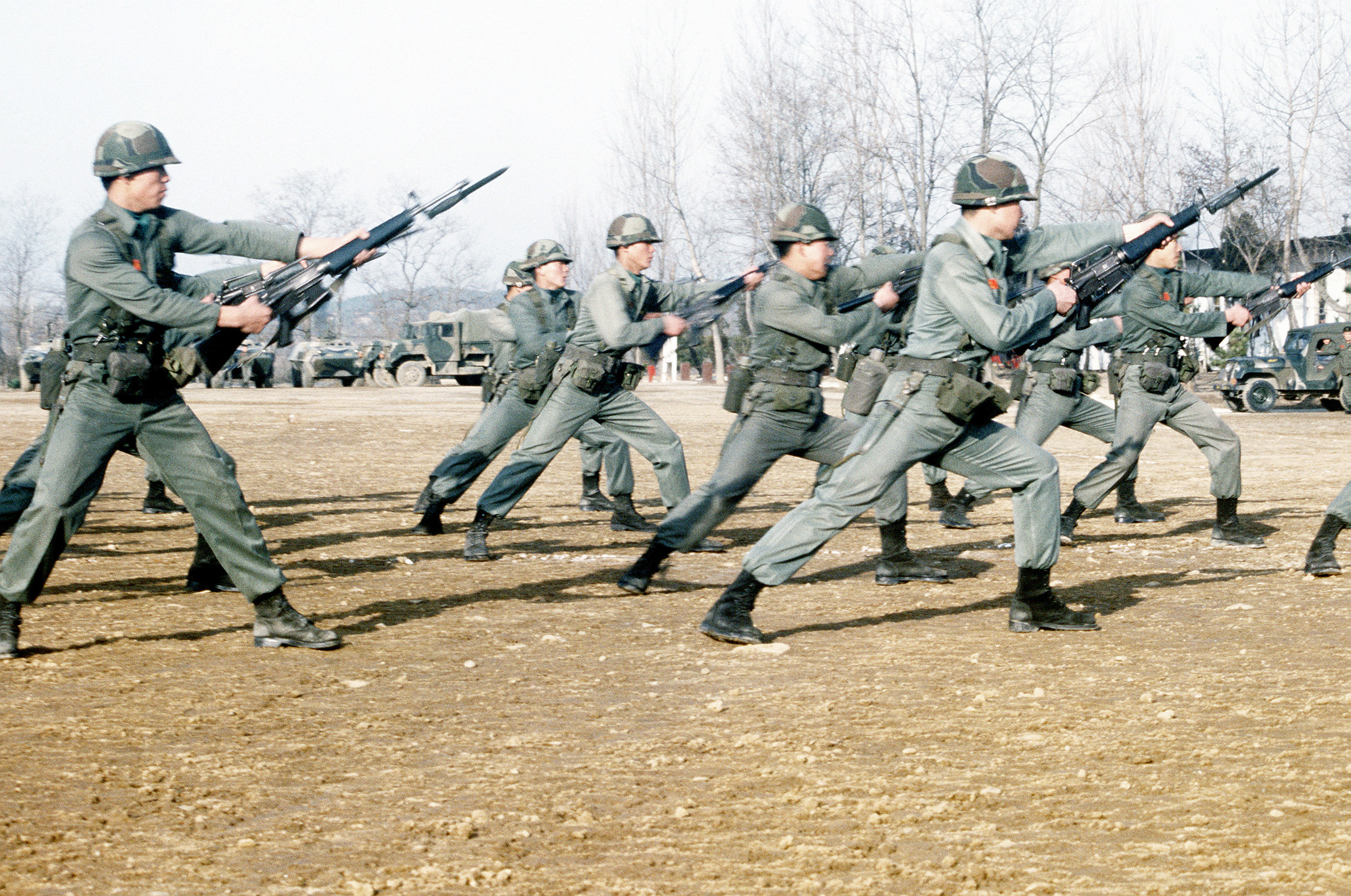
1983년 대한민국 해병대 총검술 훈련

총검(銃劍) 또는 총칼은 총 등 화기의 총구에 부착하는 짧고 예리하며 끝이 뾰족한 무기이다. 대검(帶劍; 문화어: 날창) 또는 바요넷(영어: bayonet←프랑스어: baïonnette)이라고도 한다.
영어 이름 바요넷(bayonet)은 총검이 17세기 초 프랑스 바욘에서 개발된 것에서 유래했다. 1689년 이전에는 자루에 붙박지 않은 고리를 통해 총구 주위에 끼울 수 있도록 개량되었고, 1688년 세바스티앵 르 프르스트르 드 보방이 소켓 총검으로 개량했다. 연발총의 발달과 제1차 세계 대전, 제2차 세계 대전 등을 거치면서 점점 용도가 축소되었다. 결국 근접무기로서 근접전이 드문 현대전에서 총검은 사라질 위기에 처하게 되었다. 대한민국에서도 총검술 폐지 논의가 진행 중이다.

## 같이 보기
- 총검술
- 백병전
- MUSAT
- 만세 돌격